# Zelandobius patricki
Zelandobius patricki är en bäcksländeart som beskrevs av Mclellan 1993. Zelandobius patricki ingår i släktet Zelandobius och familjen Gripopterygidae. Inga underarter finns listade i Catalogue of Life.